# Andres Oper
Andres Oper, född 7 november 1977, är en estnisk före detta fotbollsspelare. Han är Estlands landslags bästa målskytt genom tiderna med 38 mål på 134 matcher. Hans landslagskarriär inleddes 1995 och avslutades i maj 2014 med en match mellan Estland och Gibraltar.